# Ísafjörður (fiordo)
L'Ísafjörður (in lingua islandese: fiordo dei ghiacci) è un fiordo situato nella regione dei Vestfirðir, i fiordi occidentali dell'Islanda.

## Descrizione
Questo fiordo è il ramo più interno e più orientale del grande fiordo Ísafjarðardjúp. Si estende per 25 km all'interno del paese ed è largo circa 3 km. L'isola di Borgarey si trova proprio di fronte al fiordo.
La cittadina di Ísafjörður, nonostante abbia lo stesso nome del fiordo, si trova a 40 km in linea d'aria a nord-ovest nello Skutulsfjörður.

## Accessibilità
La strada asfaltata 61 Djúpvegur percorre l'intero fiordo su entrambi i lati, per una lunghezza complessiva di circa 37 km. Sulla sponda orientale la strada F66 Fjallvegur si dirama sull'altopiano dalla strada Kollafjarðarheiði in direzione sud e conduce al Kollafjörður. Il percorso intorno al vicino fiordo Mjóifjörður posto a ovest, è stato accorciato nel 2009 dalla costruzione di un ponte. Prima di allora, la strada 633 Mjóafjarðarvegur conduceva attraverso un valico dall'interno del fiordo all'Eyrarfjall. Questa strada non è più soggetta a manutenzione.